# 4420 Аландреєв
4420 Аландреєв (1936 PB, 1949 OB, 1958 TL, 1967 TD, 1971 OD1, 1971 QB, 1987 DY1, 4420 Alandreev) — астероїд головного поясу, відкритий 15 серпня 1936 року.
Тіссеранів параметр щодо Юпітера — 3,295.